# 阿伊特馬哈茂德
36°30′30″N 3°59′35″E / 36.50833°N 3.99306°E

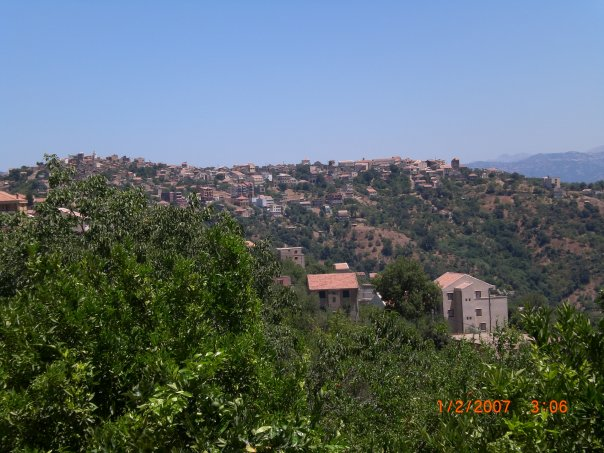

阿伊特馬哈茂德（阿拉伯语：‎），是阿爾及利亞的城鎮，位於該國北部提濟烏祖省，由貝尼杜瓦拉區負責管轄，面積26平方公里，2008年人口7,699，人口密度每平方公里299人。
36°30′30″N 3°59′35″E / 36.508394°N 3.993187°E